# Jizz (observació d'ocells)
Jizz o giss (mots de l'anglès) és la impressió de conjunt o l'aparença d'un ocell obtinguda de diverses característiques com ara la forma, postura, estil de vol o altres moviments habituals, mida i coloració combinades amb la veu, l'hàbitat i la ubicació. El concepte es va popularitzar en l'observació d'ocells, però és tan útil que des de llavors ha estat adoptat cada cop més àmpliament pels biòlegs de camp en referir-se a la impressió de les característiques generals d'altres animals. De la mateixa manera, apareix en camps de la biologia observacional com la microscòpia. Els ecologistes i els botànics poden parlar també del "jizz de l'hàbitat" o del jizz d'una planta.
Sean Dooley va descriure el jizz com "la qualitat indefinible d'una espècie en particular, la vibració que desprèn" i assenyala que, tot i que "és descartat per molts com una mena d'alquímia en l'observació d'ocells, s'admet que hi ha alguna base física en la idea del jizz."
Els observadors d'ocells experimentats sovint poden fer identificacions fiables al camp d'un cop d'ull mitjançant l'ús de jizz. Sovint, el jizz és útil per identificar al nivell de família o gènere, més que no pas al nivell d'espècie.

## Etimologia
El terme es va utilitzar per primera vegada l'any 1922, a la columna "Country Diary" de Thomas Coward per al Manchester Guardian del 6 de desembre de 1921; la peça es va incloure posteriorment al seu llibre Bird Haunts and Nature Memories, de 1922. Ho va atribuir a "un irlandès de la costa oest", i ho va explicar així:
| «                                     | Si anem pel camí i veiem, molt més endavant, algú a qui reconeixem encara que no en poguem distingir ni els trets ni la roba en particular, podem estar segurs que no ens equivoquem; hi ha alguna cosa en el carruatge, el caminar, en l'aspecte general que ens és familiar; és, de fet, el 'jizz' de l'individu. | » |
| — (traducció de l'original en anglès) | |   |

Jeremy Greenwood conclou que el terme es va popularitzar encara més gràcies al seu ús per la senyoreta E.I. Turner, "una autora popular", a la revista Open Air el 1923.
Hi ha una teoria que prové de GISS General Impression of Size and Shape (of an aircraft), un acrònim de la RAF (forces àeries britàniques) de la Segona Guerra Mundial', que significa en anglès: "Impressió general de mida i forma (referit a un avió)", però l'ús del terme el 1922 el precedeix. Una altra teoria afirma que jizz és una corrupció de gestalt, paraula alemanya que s'aproxima del significat de forma. Altres possibilitats inclouen la paraula gist, o una contracció de just is. Aquestes teories van ser desmentides per Jeremy Greenwood i el seu germà Julian el 2018.